# Лоракс (мультфильм, 1972)
Лоракс — американский короткометражный мультфильм по мотивам книги Доктора Сьюза «Лоракс» (The Lorax). В 1972 году был показан по каналу CBS. В 2012 году, через 40 лет, была показана отреставрированная версия мультфильма, на том же канале в честь выхода ремейка.

## Сюжет
В конце безымянного, пустынного города живёт разорившийся делец по имени Однажд-Лер (англ. The Once-ler). Когда его посещает мальчик, он рассказывает ему, почему город остался без деревьев. Когда-то Однажд-Лер приехал сюда из чужих краёв. Здесь росли Трюфель-Деревья и жили Бар-ба-луты, Жужжащие рыбки и Лепет-Лебеди. Однажд-Лер срубает одно дерево и начинает вязать «Всемнужку». Из пенька выпрыгивает Лоракс — забавный хранитель леса. Он пытается убедить дельца, что тот рубит деревья зря, потому что Всемнужки никому не нужны. Когда её покупают, Однажд-Лер уже не может остановиться, зовёт своих родственников и они продолжают рубить деревья. Постепенно в долине кончается еда, а вода и воздух из-за смога и отходов становятся непригодными для обитателей и Лораксу приходится их увести на поиски лучшей доли. Когда деревьев совсем не остаётся, Лоракс, грустно посмотрев на банкрота, улетает, оставив на горстке камней слово «Если». Однажд-Лер, не выходя из дома и размышляя о значении этого слова, объясняет мальчику: «ЕСЛИ кто-то как ты, заботы больше не проявит, станет ли мир от того лучше? Не станет». В итоге Однажд-Лер отдаёт мальчику последнее семечко Трюфель-Древа и призывает вырастить из него новый лес, надеясь, что Лоракс и его друзья смогут вновь вернуться в долину.

## Интересные факты
- В мультфильме жужжащая рыбка произносит: «Я узнаю предметы так же плохо, как и в озере Эри». В том же году было написано соглашение между Канадой и США, существенно снизившее свалку и сток фосфоритов в озеро. Сюжетная линия была вырезана из мультфильма более чем через четырнадцать лет после его выхода в свет, после того, как два научных сотрудника из «грантовой программы Озёра Огайо» написали Сьюзу об очистке озера Эри[1]. Однако, она сохранилась на DVD-релизах.
- Чтобы связать себя с 40-й годовщиной данного мультфильма, Warner Home Video выпустил специальный выпуск на роскошном DVD и Blu-ray 14 февраля 2012 года[2].